# Paranormal Activity: Next of Kin
Paranormal Activity: Next of Kin (conocida como Actividad paranormal: Vínculos familiares en Hispanoamérica y como Paranormal Activity: Allegados en España) es una película estadounidense de terror sobrenatural del género de metraje encontrado de 2021 dirigida por William Eubank, escrita por Christopher Landon y producida por Jason Blum y Oren Peli. Sirviendo como la séptima entrega de la serie Paranormal Activity, la película está protagonizada por Emily Bader, Roland Buck III, Dan Lippert, Henry Ayres-Brown y Tom Nowicki.
Aunque Paranormal Activity: The Ghost Dimension se promocionó como la última entrega de la serie original, Paramount Pictures anunció en junio de 2019 que se estaba desarrollando una séptima entrega y una secuela independiente, con Blum y el creador de la franquicia, Peli. Landon fue contratado para escribir el guion a principios de 2020, mientras que Eubank fue anunciado como director de la película en febrero de 2021. El reparto se anunció en marzo de ese mismo año y la fotografía principal concluyó en julio de 2021.
Paranormal Activity: Next of Kin se estrenó en Estados Unidos a través de Paramount+ el 29 de octubre de 2021.

## Sinopsis
La película tiene lugar en marzo de 2021, y sigue a una joven que intenta descubrir qué sucedió con su madre, que desapareció hace años, hasta que descubre una verdad aterradora sobre su pasado.

## Reparto
- Emily Bader como Margot
- Roland Buck III como Chris
- Dan Lippert como Dale
- Henry Ayres-brown como Samuel Beiler
- Tom Nowicki como Jacob Beiler
- Jill Andre como Lavina
- Alexa Shae Niziak como Mary
- Colin Keane como Eli Beiler
- Ari Notartomaso como Clara
- Michael Short como Elder
- Emerald Rose Sullivan como Kendra
- Wesley Han como Jeremy
- Kyli Zion como Asmodeo
- Kirby Johnson como Asmodeo

## Producción
El 19 de junio de 2019, Paramount Pictures anunció que se estaba desarrollando una séptima entrega de la serie de películas, con Jason Blum y el creador de la franquicia Oren Peli. En febrero de 2020, Blum reveló que Christopher Landon estaba escribiendo el guion. El 12 de febrero de 2021, se anunció que William Eubank estaba destinado a dirigir la película, y también se confirmó que la película era un reinicio en lugar de una continuación de las películas anteriores. En marzo de 2021, Emily Bader, Roland Buck III, Dan Lippert y Henry Ayres-Brown fueron elegidos para papeles no revelados. Para octubre de 2021, Tom Nowicki fue revelado como parte del elenco.
El rodaje concluyó en julio de 2021. En septiembre de 2021, se reveló oficialmente que el título de la película era Paranormal Activity: Next of Kin.

## Lanzamiento
Paranormal Activity: Next of Kin se estrenará en los Estados Unidos en Paramount+ el 29 de octubre de 2021. La película estaba originalmente programada para su estreno en cines el 19 de marzo de 2021, pero se retrasó hasta el 4 de marzo de 2022. , debido a la pandemia de COVID-19. En febrero de 2021, se anunció que la película se lanzará exclusivamente en Paramount+. En mayo de 2021, el director ejecutivo de ViacomCBS, Robert Bakish, dijo que la película se estrenaría antes de finales de 2021. En septiembre de 2021, el estreno de la película se trasladó oficialmente al 29 de octubre de 2021.

## Críticas
En Rotten Tomatoes, la película tiene un índice de aprobación del 22% basado en 37 críticas y una calificación media de 4,5/10. El consenso de la crítica del sitio web dice: "Paranormal Activity: Next of Kin da a la larga franquicia de found-footage un nuevo nivel de pulido visual; desafortunadamente, los sustos efectivos son pocos y distantes". En Metacritic, la película tiene una puntuación de 37 sobre 100 basada en los comentarios de 12 críticos, lo que indica "críticas generalmente desfavorables".